# Adel Hamada
Adel Hamada es un deportista egipcio que compite en judo. Ganó dos medallas de bronce en los Juegos Panafricanos de 2023 y una medalla de plata en el Campeonato Africano de Judo de 2023.

## Palmarés internacional
| Juegos Panafricanos | Juegos Panafricanos    | Juegos Panafricanos | Juegos Panafricanos |
| Año                 | Lugar                  | Medalla             | Categoría           |
| ------------------- | ---------------------- | ------------------- | ------------------- |
| 2023                | Acra (Ghana)           | Medalla de bronce   | –60 kg              |
| 2023                | Acra (Ghana)           | Medalla de bronce   | Equipo mixto        |
| Campeonato Africano |                        |                     |                     |
| Año                 | Lugar                  | Medalla             | Categoría           |
| 2023                | Casablanca (Marruecos) | Medalla de plata    | –60 kg              |